# Pablo Lemoine
Pablo Adrian Lemoine (* 1. března 1975, Montevideo) je bývalý uruguayský ragbista, který hrál jako pilíř. Od roku 2018 je trenérem Chile.
Hrát ragby začal v 11 letech. Kariéru začal v uruguayském týmu Montevideo Cricket Club (1995–1998), po čtyřech letech přestoupil do anglického Bristolu Shoguns a stal se prvním profesionálním uruguayským hráčem v historii. Pomohl svému klubu v sezoně 1998/1999 postoupit do nejvyšší anglické ligy. Od sezóny 2000/2001 začal hrát ve Francii za Stade Francais, se kterým v roce 2003 a 2004 vyhrál francouzskou ligu. Po konci ve Stade Francais zůstal ve Francii, kde si zahrál za Montauban (2006–2008) a Avenir Valencien (2009–2010), než se vrátil ukončit kariéru do Uruguaye za Montevideo Cricket Club (2010–2012). Za Uruguay odehrál 48 zápasů a položil 4 pětky (1995 – 2010), z toho dvě na MS 2003.
Po konci hráčské kariéry se dal na trénování. Chvíli vedl Montevideo Cricket Club do 19 let, než začal trénovat Uruguay. Se svou zemi vyhrál South American Rugby Championship v roce 2014 a zúčastnil se MS 2015. Ke konci roku 2015 začal pracovat pro Uruguayském ragbyovou unii. Začátkem roku 2018 se stal trenérem Německa, byl jím do srpna téhož roku. Ještě v roce 2018 se stal trenérem Chile. Probojoval se s ním na historicky první mistrovství světa,v základní skupině D skončili na MS 2023 bez bodu poslední.